# Miguel Guzmán
Miguel Guzmán (Santiago del Estero, 22 januari 1961) is een Argentijnse golfer.
Guzmán werkte als caddie op een lokale golfclub en won in 1979 het Argentine National Caddies Tournament. 

## Professional
Guzmán werd in 1981 professional. Hij won in 1990 de ranking van de Argentijnse PGA, hij speelde in 1993 in Europa en won ruim twintig toernooien in Zuid-Amerika. Hij vertegenwoordigde zijn land in de World Cup en de Alfred Dunhill Cup.

Guzmán haalde in 2014 zijn speelrecht voor de Europese Senior Tour van 2015.

## Gewonnen

### Nationaal
- 1989: South Open, North Open
- 1990: Carilo Open, South Open, Cardales Grand Prix, San Diego Grand Prix, Abierto del Litoral
- 1993: North Open
- 1994: La Plata Open, Norpatagonico Open
- 1996: La Plata Open
- 1997: North Open
- 1998: South Open
- 1999: Buenos Aires Open, Neuquen Open
- 2001: Acantilados Grand Prix
- 2002: Ranelagh Open

### Tour de las Americas
- 2005: Brazil Open

### TPG Tour
- 2007: Roberto de Vicenzo Classic
- 2013: San Eliseo Copa Gangoni[2]

### Elders
- 1994: Campestre Selaya Club Grand Prix (Mexico)
- 1994: Bogota Open
- 1998: Colombian Open
- 2000: Serrezuela Open

### Teams
- Alfred Dunhill Cup (namens Argentinië): 1990
- World Cup (namens Argentinië): 1990, 1994

## Persoonlijk
Miguel Guzmán heeft twee kinderen.